# 科扎諾夫斯科耶湖
52°47′16″N 31°41′49″E / 52.7878°N 31.6969°E
科扎諾夫斯科耶湖（俄语：Кожановское озеро），是俄羅斯的湖泊，位於該國西部，由布良斯克州負責管轄，長3公里、寬2公里，面積3.22平方公里，海拔高度134.6米，平均水深1.5米，最大水深2.5米。